# Liste des aéroports les plus fréquentés en Asie

## En graphique
Pour des raisons techniques, il est temporairement impossible d'afficher le graphique qui aurait dû être présenté ici.

Voir la requête brute et les sources sur Wikidata.

## Classement 2018
Les chiffres de ce tableau correspondent à la période du 1er janvier 2018 au 31 décembre 2018 uniquement.
| Rang | Évolution Rang 2017-2018 | Pays                | Aéroport                                             | Ville               | Passagers 2017 | Passagers 2018 | Évolution 2017-2018 |
| ---- | ------------------------ | ------------------- | ---------------------------------------------------- | ------------------- | -------------- | -------------- | ------------------- |
| 1    | en stagnation            | Chine               | Aéroport international de Pékin                      | Pékin               | 95,786,296     | 100,980,000    | 5,4 %               |
| 2    | en stagnation            | Émirats arabes unis | Aéroport international de Dubaï                      | Dubaï               | 88,242,099     | 89,149,387     | 1,0 %               |
| 3    | en stagnation            | Japon               | Aéroport international de Tokyo-Haneda               | Tokyo               | 84,956,964     | 87,098,683     | 1,9 %               |
| 4    | en stagnation            | Hong Kong           | Aéroport international de Hong Kong                  | Hong Kong           | 72,921,000     | 74,700,000     | 2,8 %               |
| 5    | en stagnation            | Chine               | Aéroport international de Shanghai-Pudong            | Shanghai            | 70,001,237     | 74,050,000     | 5,8 %               |
| 6    | 1                        | Inde                | Aéroport international Indira-Gandhi                 | Delhi               | 65,691,662     | 69,866,994     | 10,1 %              |
| 7    | 1                        | Chine               | Aéroport international de Canton Baiyun              | Canton              | 65,806,977     | 69,730,000     | 5,8 %               |
| 8    | 2                        | Corée du Sud        | Aéroport international d'Incheon                     | Séoul, Incheon      | 62,082,032     | 68,259,763     | 10,0 %              |
| 9    | 1                        | Indonésie           | Aéroport international Soekarno-Hatta                | Jakarta             | 63,015,620     | 66,908,159     | 6,2 %               |
| 10   | 1                        | Singapour           | Aéroport international Changi                        | Singapour           | 62,219,573     | 65,600,000     | 5,4 %               |
| 11   | en stagnation            | Thaïlande           | Aéroport de Bangkok-Suvarnabhumi                     | Bangkok             | 60,860,704     | 63,378,923     | 4,1 %               |
| 12   | en stagnation            | Malaisie            | Aéroport international de Kuala Lumpur               | Sepang              | 58,554,627     | 59,959,000     | 2,4 %               |
| 13   | en stagnation            | Chine               | Aéroport international de Chengdu-Shuangliu          | Chengdu             | 49,801,693     | 52,950,000     | 6,3 %               |
| 14   | en stagnation            | Inde                | Aéroport international Chhatrapati-Shivaji           | Bombay              | 47,204,259     | 49,877,918     | 5,7 %               |
| 15   | en stagnation            | Chine               | Aéroport international de Shenzhen Bao'an            | Shenzhen            | 45,610,651     | 49,350,000     | 8,2 %               |
| 16   | 1                        | Chine               | Aéroport international de Kunming Changshui          | Kunming             | 44,727,691     | 47,090,000     | 5,3 %               |
| 17   | 1                        | Taïwan              | Aéroport international Taiwan-Taoyuan                | Taipei              | 44,878,703     | 46,535,180     | 3,7 %               |
| 18   | en stagnation            | Philippines         | Aéroport international Ninoy-Aquino                  | Manille             | 42,000,000     | 45,082,544     | 6,7 %               |
| 19   | 1                        | Chine               | Aéroport international de Xi'an Xianyang             | Xi'an               | 41,857,229     | 44,650,000     | 6,2 %               |
| 20   | 1                        | Chine               | Aéroport international de Shanghai Hongqiao          | Shanghai            | 41,884,059     | 43,630,000     | 4,2 %               |
| 21   | en stagnation            | Japon               | Aéroport international de Narita                     | Tokyo               | 40,687,040     | 42,601,130     | 4,8 %               |
| 22   | en stagnation            | Chine               | Aéroport international de Chongqing-Jiangbei         | Chongqing           | 38,715,210     | 41,600,000     | 7,5 %               |
| 23   | 4                        | Arabie saoudite     | Aéroport international Roi-Abdelaziz                 | Djeddah             | 33,917,282     | 41,200,000     | 21,4 %              |
| 24   | 1                        | Thaïlande           | Aéroport international Don Muang                     | Bangkok             | 38,299,757     | 40,758,148     | 6,4 %               |
| 25   | 1                        | Viêt Nam            | Aéroport international de Tân Sơn Nhất               | Hô-Chi-Minh-Ville   | 35,900,000     | 38,500,000     | 7,2 %               |
| 26   | en stagnation            | Chine               | Aéroport international de Hangzhou Xiaoshan          | Hangzhou            | 35,570,411     | 38,240,000     | 7,5 %               |
| 27   | 2                        | Qatar               | Aéroport international Hamad                         | Doha                | 35,867,252     | 35,400,000     | 1,3 %               |
| 28   | en stagnation            | Turquie             | Aéroport international Sabiha-Gökçen                 | Istanbul            | 31,385,841     | 34,210,566     | 8,0 %               |
| 29   | 5                        | Inde                | Aéroport international Kempegowda                    | Bangalore           | 25,047,272     | 33,300,000     | 22,4 %              |
| 30   | en stagnation            | Japon               | Aéroport international du Kansai                     | Osaka               | 27,983,093     | 28,660,428     | 2,4 %               |
| 31   | en stagnation            | Turquie             | Aéroport d'Antalya                                   | Antalya             | 25,931,659     | 28,629,078     | 10,4 %              |
| 32   | en stagnation            | Chine               | Aéroport international de Nankin                     | Nankin              | 25,822,936     | 28,580,000     | 10,6 %              |
| 33   | 4                        | Chine               | Aéroport international de Zhengzhou Xinzheng         | Zhengzhou           | 24,299,073     | 27,330,000     | 12,4 %              |
| 34   | 8                        | Viêt Nam            | Aéroport international de Nội Bài                    | Hanoï               | 23,068,227     | 27,000,000     | 17,1 %              |
| 35   | en stagnation            | Arabie saoudite     | Aéroport international du roi Khaled                 | Riyad               | 25,038,000     | 26,772,525     | 6,9 %               |
| 36   | en stagnation            | Chine               | Aéroport international de Xiamen-Gaoqi               | Xiamen              | 24,485,239     | 26,500,000     | 8,2 %               |
| 37   | 8                        | Corée du Sud        | Aéroport international de Jeju                       | Jeju                | 29,604,363     | 26,290,832     | 11,1 %              |
| 38   | en stagnation            | Chine               | Aéroport international de Changsha-Huanghua          | Changsha            | 23,764,820     | 25,270,000     | 6,3 %               |
| 39   | 6                        | Corée du Sud        | Aéroport international de Gimpo                      | Séoul               | 25,101,147     | 24,602,588     | 1,9 %               |
| 40   | 1                        | Chine               | Aéroport international de Qingdao Liuting            | Qingdao             | 23,210,530     | 24,540,000     | 5,7 %               |
| 41   | 1                        | Chine               | Aéroport international de Wuhan Tianhe               | Wuhan               | 23,129,400     | 24,500,000     | 5,9 %               |
| 42   | 4                        | Chine               | Aéroport international de Haikou-Meilan              | Haikou              | 22,584,815     | 24,120,000     | 6,7 %               |
| 43   | 1                        | Japon               | Aéroport de Shin-Chitose                             | Sapporo             | 22,916,914     | 24,081,728     | 5,0 %               |
| 44   | 1                        | Indonésie           | Aéroport international Ngurah-Rai                    | Denpasar, Bali      | 22,863,647     | 23,779,178     | 13,0 %              |
| 45   | 4                        | Chine               | Aéroport international de Tianjin Binhai             | Tianjin             | 21,005,001     | 23,590,000     | 12,3 %              |
| 46   | 3                        | Japon               | Aéroport de Fukuoka                                  | Fukuoka             | 22,984,678     | 23,271,641     | 3,4 %               |
| 47   | 1                        | Chine               | Aéroport international d'Ürümqi Diwopu               | Ürümqi              | 21,500,901     | 23,030,000     | 7,1 %               |
| 48   | 2                        | Israël              | Aéroport international de Tel Aviv-David Ben Gourion | Tel Aviv, Jérusalem | 20,781,226     | 22,949,676     | 10,7 %              |
| 49   | Nouveau                  | Inde                | Aéroport international de Chennai                    | Chennai             | -              | 22,243,650     | 10,0 %              |
| 50   | 11                       | Émirats arabes unis | Aéroport international d'Abou Dabi                   | Abu Dhabi           | 23,760,561     | 22,010,868     | 7,4 %               |

## Classement 2017
Les chiffres de ce tableau correspondent à la période du 1er janvier 2017 au 31 décembre 2017 uniquement.
| Rang | Pays                | Aéroport                                             | Ville               | Passagers 2016 | Passagers 2017 | Évolution 2016-2017 |
| ---- | ------------------- | ---------------------------------------------------- | ------------------- | -------------- | -------------- | ------------------- |
| 1    | Chine               | Aéroport international de Pékin                      | Pékin               | 92,313,000     | 95,786,296     | 4,5 %               |
| 2    | Émirats arabes unis | Aéroport international de Dubaï                      | Dubaï               | 83,654,250     | 88,242,099     | 5,5 %               |
| 3    | Japon               | Aéroport international de Tokyo-Haneda               | Tokyo               | 79,520,000     | 84,956,964     | 6,1 %               |
| 4    | Hong Kong           | Aéroport international de Hong Kong                  | Hong Kong           | 70,502,000     | 72,921,000     | 3,3 %               |
| 5    | Chine               | Aéroport international de Shanghai-Pudong            | Shanghai            | 65,982,100     | 70,001,237     | 6,1 %               |
| 6    | Chine               | Aéroport international de Canton Baiyun              | Canton              | 58,698,000     | 65,806,977     | 10,2 %              |
| 7    | Inde                | Aéroport international Indira-Gandhi                 | Delhi               | 55,631,385     | 65,691,662     | 14,1 %              |
| 8    | Indonésie           | Aéroport international Soekarno-Hatta                | Jakarta             | 54,969,536     | 63,015,620     | 12,0 %              |
| 9    | Singapour           | Aéroport international Changi                        | Singapour           | 59,780,000     | 62,219,573     | 6,0 %               |
| 10   | Corée du Sud        | Aéroport international d'Incheon                     | Séoul, Incheon      | 57,765,397     | 62,082,032     | 7,5 %               |
| 11   | Thaïlande           | Aéroport de Bangkok-Suvarnabhumi                     | Bangkok             | 55,892,428     | 60,860,704     | 8,9 %               |
| 12   | Malaisie            | Aéroport international de Kuala Lumpur               | Sepang              | 52,620,000     | 58,554,627     | 11,2 %              |
| 13   | Chine               | Aéroport international de Chengdu-Shuangliu          | Chengdu             | 46,039,000     | 49,801,693     | 8,2 %               |
| 14   | Inde                | Aéroport international Chhatrapati-Shivaji           | Bombay              | 44,978,526     | 47,204,259     | 5,6 %               |
| 15   | Chine               | Aéroport international de Shenzhen Bao'an            | Shenzhen            | 41,975,000     | 45,610,651     | 8,7 %               |
| 16   | Taïwan              | Aéroport international Taiwan-Taoyuan                | Taipei              | 42,296,322     | 44,878,703     | 6,1 %               |
| 17   | Chine               | Aéroport international de Kunming Changshui          | Kunming             | 41,980,300     | 44,727,691     | 6,5 %               |
| 18   | Philippines         | Aéroport international Ninoy-Aquino                  | Manille             | 39,500,000     | 42,000,000     | 6,1 %               |
| 19   | Chine               | Aéroport international de Shanghai Hongqiao          | Shanghai            | 40,452,900     | 41,884,059     | 3,1 %               |
| 20   | Chine               | Aéroport international de Xi'an Xianyang             | Xi'an               | 36,994,300     | 41,857,229     | 13,1 %              |
| 21   | Japon               | Aéroport international de Narita                     | Tokyo               | 39,053,652     | 40,687,040     | 4,2 %               |
| 22   | Chine               | Aéroport international de Chongqing-Jiangbei         | Chongqing           | 35,888,800     | 38,715,210     | 7,8 %               |
| 23   | Thaïlande           | Aéroport international Don Muang                     | Bangkok             | 35,203,757     | 38,299,757     | 8,8 %               |
| 24   | Viêt Nam            | Aéroport international de Tân Sơn Nhất               | Hô-Chi-Minh-Ville   | 32,486,537     | 35,900,000     | 10,5 %              |
| 25   | Qatar               | Aéroport international Hamad                         | Doha                | 37,322,843     | 35,867,252     | 3,9 %               |
| 26   | Chine               | Aéroport international de Hangzhou Xiaoshan          | Hangzhou            | 31,595,000     | 35,570,411     | 11,1 %              |
| 27   | Arabie saoudite     | Aéroport international Roi-Abdelaziz                 | Djeddah             | 31,003,000     | 33,917,282     | 8,0 %               |
| 28   | Turquie             | Aéroport international Sabiha-Gökçen                 | Istanbul            | 29,577,735     | 31,385,841     | 6,0 %               |
| 29   | Corée du Sud        | Aéroport international de Jeju                       | Jeju                | 29,707,364     | 29,604,363     | 0,3 %               |
| 30   | Japon               | Aéroport international du Kansai                     | Osaka               | 25,232,279     | 27,983,093     | 9,8 %               |
| 31   | Turquie             | Aéroport d'Antalya                                   | Antalya             | 18,741,659     | 25,931,659     | 38,0 %              |
| 32   | Chine               | Aéroport international de Nankin                     | Nankin              | 22,358,100     | 25,822,936     | 13,4 %              |
| 33   | Corée du Sud        | Aéroport international de Gimpo                      | Séoul               | 25,043,088     | 25,101,147     | 0,8 %               |
| 34   | Inde                | Aéroport international Kempegowda                    | Bangalore           | 22,187,841     | 25,047,272     | 11,4 %              |
| 35   | Arabie saoudite     | Aéroport international du roi Khaled                 | Riyad               | 23,400,000     | 25,038,000     | 6,1 %               |
| 36   | Chine               | Aéroport international de Xiamen-Gaoqi               | Xiamen              | 22,737,000     | 24,485,239     | 7,1 %               |
| 37   | Chine               | Aéroport international de Zhengzhou Xinzheng         | Zhengzhou           | 20,760,000     | 24,299,073     | 14,5 %              |
| 38   | Chine               | Aéroport international de Changsha-Huanghua          | Changsha            | 21,296,700     | 23,764,820     | 10,3 %              |
| 39   | Émirats arabes unis | Aéroport international d'Abou Dabi                   | Abu Dhabi           | 24,482,119     | 23,760,561     | 0,3 %               |
| 40   | Chine               | Aéroport international de Wuhan Tianhe               | Wuhan               | 20,771,000     | 23,129,400     | 10,1 %              |
| 41   | Chine               | Aéroport international de Qingdao Liuting            | Qingdao             | 20,660,000     | 23,210,530     | 10,5 %              |
| 42   | Viêt Nam            | Aéroport international de Nội Bài                    | Hanoï               | 20,596,632     | 23,068,227     | 12,0 %              |
| 43   | Japon               | Aéroport de Fukuoka                                  | Fukuoka             | 20,968,463     | 22,984,678     | 6,0 %               |
| 44   | Japon               | Aéroport de Shin-Chitose                             | Sapporo             | 20,461,531     | 22,916,914     | 6,0 %               |
| 45   | Indonésie           | Aéroport international Ngurah-Rai                    | Denpasar, Bali      | 19,986,415     | 22,863,647     | 12,5 %              |
| 46   | Chine               | Aéroport international de Haikou-Meilan              | Haikou              | 18,803,800     | 22,584,815     | 12,5 %              |
| 47   | Indonésie           | Aéroport international Juanda                        | Surabaya            | 19,483,844     | 21,882,335     | 10,9 %              |
| 48   | Chine               | Aéroport international d'Ürümqi Diwopu               | Ürümqi              | 20,200,800     | 21,500,901     | 6,0 %               |
| 49   | Chine               | Aéroport international de Tianjin Binhai             | Tianjin             | 15,000,000     | 21,005,001     | 19,6 %              |
| 50   | Israël              | Aéroport international de Tel Aviv-David Ben Gourion | Tel Aviv, Jérusalem | 17,936,810     | 20,781,226     | 10,3 %              |

## Classement 2016
Les chiffres de ce tableau correspondent à la période du 1er janvier 2016 au 31 décembre 2016 uniquement.
| Rang | Pays                | Aéroport                                             | Ville               | Passagers 2016 |
| ---- | ------------------- | ---------------------------------------------------- | ------------------- | -------------- |
| 1    | Chine               | Aéroport international de Pékin                      | Pékin               | 92,313,000     |
| 2    | Émirats arabes unis | Aéroport international de Dubaï                      | Dubaï               | 83,654,250     |
| 3    | Japon               | Aéroport international de Tokyo-Haneda               | Tokyo               | 79,520,000     |
| 4    | Hong Kong           | Aéroport international de Hong Kong                  | Hong Kong           | 70,502,000     |
| 5    | Chine               | Aéroport international de Shanghai-Pudong            | Shanghai            | 65,982,100     |
| 6    | Singapour           | Aéroport international Changi                        | Singapour           | 59,780,000     |
| 7    | Chine               | Aéroport international de Canton Baiyun              | Canton              | 58,698,000     |
| 8    | Corée du Sud        | Aéroport international d'Incheon                     | Séoul, Incheon      | 57,765,397     |
| 9    | Thaïlande           | Aéroport de Bangkok-Suvarnabhumi                     | Bangkok             | 55,892,428     |
| 10   | Inde                | Aéroport international Indira-Gandhi                 | Delhi               | 55,631,385     |
| 11   | Indonésie           | Aéroport international Soekarno-Hatta                | Jakarta             | 54,969,536     |
| 12   | Malaisie            | Aéroport international de Kuala Lumpur               | Sepang              | 52,620,000     |
| 13   | Chine               | Aéroport international de Chengdu-Shuangliu          | Chengdu             | 46,039,000     |
| 14   | Inde                | Aéroport international Chhatrapati-Shivaji           | Bombay              | 44,978,526     |
| 15   | Taïwan              | Aéroport international Taiwan-Taoyuan                | Taipei              | 42,296,322     |
| 16   | Chine               | Aéroport international de Kunming Changshui          | Kunming             | 41,980,300     |
| 17   | Chine               | Aéroport international de Shenzhen Bao'an            | Shenzhen            | 41,975,000     |
| 18   | Chine               | Aéroport international de Shanghai Hongqiao          | Shanghai            | 40,452,900     |
| 19   | Philippines         | Aéroport international Ninoy-Aquino                  | Manille             | 39,500,000     |
| 20   | Japon               | Aéroport international de Narita                     | Tokyo               | 39,053,652     |
| 21   | Qatar               | Aéroport international Hamad                         | Doha                | 37,322,843     |
| 22   | Chine               | Aéroport international de Xi'an Xianyang             | Xi'an               | 36,994,300     |
| 23   | Chine               | Aéroport international de Chongqing-Jiangbei         | Chongqing           | 35,888,800     |
| 24   | Thaïlande           | Aéroport international Don Muang                     | Bangkok             | 35,203,757     |
| 25   | Viêt Nam            | Aéroport international de Tân Sơn Nhất               | Hô-Chi-Minh-Ville   | 32,486,537     |
| 26   | Chine               | Aéroport international de Hangzhou Xiaoshan          | Hangzhou            | 31,595,000     |
| 27   | Arabie saoudite     | Aéroport international Roi-Abdelaziz                 | Djeddah             | 31,003,000     |
| 28   | Corée du Sud        | Aéroport international de Jeju                       | Jeju                | 29,707,364     |
| 29   | Japon               | Aéroport international du Kansai                     | Osaka               | 25,232,279     |
| 30   | Corée du Sud        | Aéroport international de Gimpo                      | Séoul               | 25,043,088     |
| 31   | Émirats arabes unis | Aéroport international d'Abou Dabi                   | Abu Dhabi           | 24,482,119     |
| 32   | Arabie saoudite     | Aéroport international du roi Khaled                 | Riyad               | 23,400,000     |
| 33   | Chine               | Aéroport international de Xiamen-Gaoqi               | Xiamen              | 22,737,000     |
| 34   | Chine               | Aéroport international de Nankin                     | Nankin              | 22,358,100     |
| 35   | Inde                | Aéroport international Kempegowda                    | Bangalore           | 22,187,841     |
| 36   | Chine               | Aéroport international de Changsha-Huanghua          | Changsha            | 21,296,700     |
| 37   | Japon               | Aéroport de Fukuoka                                  | Fukuoka             | 20,968,463     |
| 38   | Chine               | Aéroport international de Wuhan Tianhe               | Wuhan               | 20,771,000     |
| 39   | Chine               | Aéroport international de Zhengzhou Xinzheng         | Zhengzhou           | 20,760,000     |
| 40   | Chine               | Aéroport international de Qingdao Liuting            | Qingdao             | 20,660,000     |
| 41   | Viêt Nam            | Aéroport international de Nội Bài                    | Hanoï               | 20,596,632     |
| 42   | Japon               | Aéroport de Shin-Chitose                             | Sapporo             | 20,461,531     |
| 43   | Chine               | Aéroport international d'Ürümqi Diwopu               | Ürümqi              | 20,200,800     |
| 44   | Indonésie           | Aéroport international Ngurah-Rai                    | Denpasar, Bali      | 19,986,415     |
| 45   | Indonésie           | Aéroport international Juanda                        | Surabaya            | 19,483,844     |
| 46   | Chine               | Aéroport international de Haikou-Meilan              | Haikou              | 18,803,800     |
| 47   | Japon               | Aéroport de Naha                                     | Naha                | 18,336,030     |
| 48   | Israël              | Aéroport international de Tel Aviv-David Ben Gourion | Tel Aviv, Jérusalem | 17,936,810     |
| 49   | Inde                | Aéroport international de Chennai                    | Chennai             | 17,733,375     |
| 50   | Chine               | Aéroport international de Sanya Phénix               | Sanya               | 17,370,000     |

## Classement 2015
Les chiffres de ce tableau correspondent à la période du 1er janvier 2015 au 31 décembre 2015 uniquement.
| Rang | Pays                | Aéroport                                    | Ville     | Passagers 2015 |
| ---- | ------------------- | ------------------------------------------- | --------- | -------------- |
| 1    | Chine               | Aéroport international de Pékin             | Pékin     | 90,203,000     |
| 2    | Émirats arabes unis | Aéroport international de Dubaï             | Dubaï     | 78,014,838     |
| 3    | Japon               | Aéroport international de Tokyo-Haneda      | Tokyo     | 75,300,000     |
| 4    | Hong Kong           | Aéroport international de Hong Kong         | Hong Kong | 68,488,000     |
| 5    | Chine               | Aéroport international de Shanghai-Pudong   | Shanghai  | 59,700,000     |
| 6    | Indonésie           | Aéroport international Soekarno-Hatta       | Jakarta   | 57,000,000     |
| 7    | Singapour           | Aéroport international Changi               | Singapour | 55,448,964     |
| 8    | Chine               | Aéroport international de Canton Baiyun     | Canton    | 55,200,000     |
| 9    | Thaïlande           | Aéroport de Bangkok-Suvarnabhumi            | Bangkok   | 52,918,785     |
| 10   | Corée du Sud        | Aéroport international d'Incheon            | Incheon   | 49,281,220     |
| 11   | Malaisie            | Aéroport international de Kuala Lumpur      | Sepang    | 48,915,655     |
| 12   | Inde                | Aéroport international Indira-Gandhi        | Delhi     | 45,981,165     |
| 13   | Chine               | Aéroport international de Chengdu-Shuangliu | Chengdu   | 42,244,842     |
| 14   | Inde                | Aéroport international Chhatrapati-Shivaji  | Bombay    | 40,637,377     |
| 15   | Chine               | Aéroport international de Shenzhen Bao'an   | Shenzhen  | 39,721,619     |
| 16   | Chine               | Aéroport international de Shanghai Hongqiao | Shanghai  | 39,090,699     |
| 17   | Taïwan              | Aéroport international Taiwan-Taoyuan       | Taipei    | 38,473,333     |
| 18   | Chine               | Aéroport international de Kunming Changshui | Kunming   | 37,523,345     |
| 19   | Japon               | Aéroport international de Narita            | Tokyo     | 37,268,307     |
| 20   | Philippines         | Aéroport international Ninoy-Aquino         | Manille   | 36,583,459     |

## Classement 2014
Le Conseil international des aéroports donne les chiffres suivants :
| Rang | Aéroport                                  | Situation                                                      | Code (IATA/ICAO) | Nombre de Passagers | Rang Évolution  | % Évolution |
| ---- | ----------------------------------------- | -------------------------------------------------------------- | ---------------- | ------------------- | --------------- | ----------- |
| 1.   | Aéroport international de Pékin           | Chaoyang, Pékin, République populaire de Chine                 | PEK/ZBAA         | 86 130 390          | en stagnation   | 2,9%        |
| 2.   | Aéroport international de Tokyo-Haneda    | Tokyo, Japon                                                   | HND/RJTT         | 72 826 862          | en stagnation   | 5,8%        |
| 3.   | Aéroport international de Dubaï           | Dubai,Émirats arabes unis                                      | DXB/OMDB         | 70,475,636          | en augmentation | 6,1%        |
| 4.   | Aéroport international de Hong Kong       | Nouveaux Territoires, Hong Kong, République populaire de Chine | HKG/VHHH         | 63,148,379          | en augmentation | 6,0%        |
| 5.   | Aéroport international Soekarno-Hatta     | Jakarta,Indonésie                                              | CGK/WIII         | 57,005,406          | en diminution   | 4,8%        |
| 6.   | Aéroport international de Canton Baiyun   | Canton, Guangdong, République populaire de Chine               | CAN/ZGGG         | 54,780,346          | en augmentation | 4,4%        |
| 7.   | Aéroport international Changi             | Singapour, Singapour                                           | SIN/WSSS         | 54,091,802          | en stagnation   | 0,7%        |
| 8.   | Aéroport international de Shanghai-Pudong | Pudong, Shanghai, République populaire de Chine                | PVG/ZSPD         | 51,651,800          | en augmentation | 9,5%        |
| 9.   | Aéroport international de Kuala Lumpur    | Sepang, Selangor, Malaisie                                     | KUL/WMKK         | 48 932 471          | en augmentation | 3,0%        |
| 10.  | Aéroport de Bangkok-Suvarnabhumi          | Bangkok, Thaïlande                                             | BKK/VTBS         | 46 423 352          | en augmentation | 9,6%        |

## Classement 2012
Le Conseil international des aéroports donne les chiffres suivants :
| Rang | Aéroport                                  | Situation                                        | Code (IATA/ICAO) | Nombre de Passagers | Rang Évolution | % Évolution |
| ---- | ----------------------------------------- | ------------------------------------------------ | ---------------- | ------------------- | -------------- | ----------- |
| 1.   | Aéroport international de Pékin           | Chaoyang, Pékin, République populaire de Chine   | PEK/ZBAA         | 81 929 689          | en stagnation  | 4,5 %       |
| 2.   | Aéroport international de Tokyo-Haneda    | Tokyo, Japon                                     | HND/RJTT         | 67 788 722          | en stagnation  | 8,3 %       |
| 3.   | Aéroport international Soekarno-Hatta     | Jakarta, Indonésie                               | CGK/WIII         | 57 730 732          | 1              | 14,4 %      |
| 4.   | Aéroport international de Dubaï           | Dubaï, Émirats arabes unis                       | DXB/OMDB         | 57 684 550          | 1              | 13,2 %      |
| 5.   | Aéroport international de Hong Kong       | Nouveaux Territoires, Hong Kong                  | HKG/VHHH         | 56 064 248          | 2              | 5,2 %       |
| 6.   | Aéroport international de Bangkok         | Bangkok, Thaïlande                               | BKK/VTBS         | 53 002 328          | en stagnation  | 10,6 %      |
| 7.   | Aéroport international Changi             | Changi, Singapour                                | SIN/WSSS         | 51 181 804          | en stagnation  | 10 %        |
| 8.   | Aéroport international de Canton Baiyun   | Canton, Guangdong, République populaire de Chine | CAN/ZGGG         | 48 548 430          | en stagnation  | 7,8 %       |
| 9.   | Aéroport international de Shanghai-Pudong | Pudong, Shanghai, République populaire de Chine  | PVG/ZSPD         | 44 880 164          | en stagnation  | 8,3 %       |
| 10.  | Aéroport international de Kuala Lumpur    | Sepang, Selangor, Malaisie                       | KUL/WMKK         | 39 887 866          | 1              | 6,6 %       |

## Classement 2011
Pour 2011, le Conseil international des aéroports donne les chiffres suivants :
| Rang | Aéroport                                  | Situation                                        | Code (IATA/ICAO) | Nombre de Passagers | Rang Evolution | % Evolution |
| ---- | ----------------------------------------- | ------------------------------------------------ | ---------------- | ------------------- | -------------- | ----------- |
| 1.   | Aéroport international de Pékin           | Chaoyang, Pékin, République populaire de Chine   | PEK/ZBAA         | 77 403 668          | en stagnation  | 4,7 %       |
| 2.   | Aéroport international de Tokyo-Haneda    | Tokyo, Japon                                     | HND/RJTT         | 62 263 025          | en stagnation  | 2,9 %       |
| 3.   | Aéroport international de Hong Kong       | Nouveaux Territoires, Hong Kong                  | HKG/VHHH         | 53 314 213          | 1              | 5,9 %       |
| 4.   | Aéroport international Soekarno-Hatta     | Jakarta, Indonésie                               | CGK/WIII         | 52 446 618          | 4              | 19,3 %      |
| 5.   | Aéroport international de Dubaï           | Dubaï, Émirats arabes unis                       | DXB/OMDB         | 50 977 960          | en stagnation  | 8,1 %       |
| 6.   | Aéroport international de Bangkok         | Bangkok, Thaïlande                               | BKK/VTBS         | 47 910 744          | 1              | 12,0 %      |
| 7.   | Aéroport international Changi             | Changi, Singapour                                | SIN/WSSS         | 46 543 845          | en stagnation  | 10,7 %      |
| 8.   | Aéroport international de Canton Baiyun   | Canton, Guangdong, République populaire de Chine | PVG/ZSPD         | 41 450 211          | en stagnation  | 2,6 %       |
| 9.   | Aéroport international de Shanghai-Pudong | Pudong, Shanghai, République populaire de Chine  | PVG/ZSPD         | 41 450 211          | en stagnation  | 2,6 %       |
| 10.  | Aéroport international de Kuala Lumpur    | Sepang, Selangor, Malaisie                       | KUL/WMKK         | 37 670 586          | ?              | 10,5 %      |

## Classement 2008
Les chiffres 2008 publiés par l'Airports Council International sont encore provisoires (31 mars 2009). Ils sont donc sujet à modification.
| Rang | Aéroport                               | Situation                                      | Code IATA / OACI | Nb de passagers   | Évolution     | % d'évolution |
| ---- | -------------------------------------- | ---------------------------------------------- | ---------------- | ----------------- | ------------- | ------------- |
| 1    | Aéroport international de Tokyo-Haneda | Ōta, Tokyo, Japon                              | HND / RJTT       | 66 735 587        | en stagnation | 0,0 %         |
| 2    | Aéroport international de Pékin        | Chaoyang, Pékin, République populaire de Chine | PEK / ZBAA       | 55 662 256        | 1             | 3,9 %         |
| 3    | Aéroport international de Hong Kong    | Nouveaux Territoires, Hong Kong                | HKG / VHHH       | 47 898 000        | 2             | 1,8 %         |
| 4    | Aéroport international de Bangkok      | Bangkok, Thaïlande                             | BKK / VTBS       | 38 604 009        | en stagnation | 6,3 %         |
| 5    | Aéroport international de Singapour    | Changi, Singapour                              | SIN / WSSS       | 37 694 824        | en stagnation | 2,7 %         |
| 6    | Aéroport international de Dubaï        | Dubaï, Émirats arabes unis                     | DXB / OMDB       | 37 441 440        | 7             | 9,0 %         |
| 7    | Aéroport international de Narita       | Narita, Japon                                  | NRT / RJAA       | 35 478 146 (2007) |               |               |
| 8    | Aéroport international Soekarno-Hatta  | Cengkareng, Indonésie                          | CGK / WIII       | 32 458 946 (2007) |               |               |
| 9    | Aéroport international d'Incheon       | Incheon, Corée du Sud                          | INC / RKSI       | 29 973 522        | en diminution |               |
| 10   | Aéroport international de Kuala Lumpur | Sepang, Malaisie                               | KUL / WMKK       | 27 529 355        |               |               |